# Sigrid Boysen
Sigrid Boysen (* 10. Dezember 1972 in Düren) ist eine deutsche Rechtswissenschaftlerin und Universitätsprofessorin.

## Leben
Boysen studierte Rechtswissenschaft an den Universitäten Göttingen, Bristol und Hamburg, wo sie die Promotion bei Stefan Oeter 2005 ablegte. Sie absolvierte 1998 das Erste und 2004 das Zweite Juristische Staatsexamen in Hamburg. Von 1998 bis 2004 war sie wissenschaftliche Mitarbeiterin bei Stefan Oeter an der Universität Hamburg, von 2005 bis 2006 bei Ulrich Haltern an der Universität Hannover und von 2007 bis 2011 bei Philip Kunig an der FU Berlin, wo sie von 2011 bis 2014 Juniorprofessorin für Öffentliches Recht, Europa- und Völkerrecht war. Seither lehrt sie als Professorin für Öffentliches Recht, Völker- und Europarecht an der Helmut-Schmidt-Universität. 2018 habilitierte sie sich an der Universität Hamburg. Im akademischen Jahr 2021/22 war Boysen Visiting Research Fellow am Institute for Global Law & Policy an der Harvard Law School. Am 30. November 2022 wählte die Hamburgische Bürgerschaft Boysen zur Richterin am Hamburgischen Verfassungsgericht.
Ihre Forschungsschwerpunkte sind internationales Umwelt- und Wirtschaftsrecht, Europarecht, insbesondere Außenbeziehungen und Außenwirtschaftsrecht und Verfassungsrecht, insbesondere Föderalismus und Gleichheitsschutz. Boysen ist Mitherausgeberin der juristischen Vierteljahresschrift Archiv des Völkerrechts. Boysen ist mit dem Rechtswissenschaftler Florian Meinel verheiratet.

## Schriften (Auswahl)
- mit Andreas von Arnauld: Staatsrecht, Nomos, Baden-Baden 2001.
- mit Ralf Alleweldt, Stefan Oeter und Andreas Zimmermann: Möglichkeiten der Beschleunigung des Asylverfahrens, LIT-Verlag, Münster u. a. 2002.
- Gleichheit im Bundesstaat, Mohr Siebeck, Tübingen 2005.
- Europäisches Beihilferecht und mitgliedsstaatliche Daseinsvorsorge, Nomos, Baden-Baden 2007.
- mit Jutta Engbers u. a.: Europäische Charta der Regional- oder Minderheitensprachen, Handkommentar, Dike, Zürich / Nomos, Baden-Baden 2011.
- mit Anna-Bettina Kaiser, Florian Meinel (Hrsg.): Verfassung und Verteilung. Beiträge zu einer Grundfrage des Verfassungsverständnisses. Mohr Siebeck, Tübingen 2015, ISBN 978-3-16-153248-1.
- Die postkoloniale Konstellation. Natürliche Ressourcen und das Völkerrecht der Moderne. Mohr Siebeck, Tübingen 2021, ISBN 978-3-16-157564-8.